# Swarm (aplicativo)
Swarm é um aplicativo móvel para iOS, Android e Windows Phone 8.1 que permite aos usuários compartilhar suas localizações dentro de sua rede social. Sendo um spin-off do antigo aplicativo do Foursquare, o Swarm permite aos usuários fazer check-ins em um determinado local, bem como fazer planos para o futuro com os amigos e ver quem está próximo.
O Swarm é um app acompanhante do Foursquare 8. Dados de localização e check-ins são coletados no Swarm e são utilizados para melhorar as recomendações de um usuário no Foursquare. Parte dos check-ins e o compartilhamento geral da localização para o aplicativo Swarm foi projetado separado para permitir que o foco principal aplicativo do Foursquare fosse em explorar e descobrir informações sobre locais, da forma semelhante ao Yelp. O Swarm suporta check-ins com fotos ou adesivos ligados a ele, e comunica um check-in para outras redes como o Facebook ou Twitter.
O Swarm surgiu para não acabar com os aspectos mais competitivos do jogo, como os aspectos do Foursquare, tais como badges, pontos e competição contra todos os outros usuários do serviço (eles podem se tornar os "prefeitos" de um local).

## Características
O Swarm para dispositivos iOS e Android foi lançado em 5 de maio de 2014. Uma versão para o Windows Phone 8.1 foi lançado em 13 de agosto de 2014. Ele apresenta uma série de características não encontradas anteriormente no Foursquare:

### Compartilhamento de bairro echeck-in
Ao contrário das versões anteriores do Foursquare, o Swarm não requer que o usuário faça "Check in", a fim de compartilhar a sua localização com seus amigos - um novo recurso chamado "Compartilhamento de bairro" pode compartilhar constantemente a localização geral de um usuário em segundo plano. Ao invés de identificar a posição de um usuário em um mapa, o "Compartilhamento de bairro" mantém a localização de um usuário intencionalmente "distorcido", compartilhando apenas a sua distância, bairro ou área aproximada, com seus amigos. O "Compartilhamento de bairro" pode ser ativar ou desativado a qualquer momento passando à direita na barra amarela no topo da tela.
Se um usuário quiser compartilhar sua localização mais precisamente, eles podem fazer "Check in" para um local específico e este local será compartilhada com seus amigos. Os usuários podem escrever uma mensagem no seu check-in e mencionar (ou check-in) os seus amigos no local com eles. Também é possível incluir uma foto, bem como uma postagem cruzada no check-in para o Twitter e Facebook. A localização do usuário só é compartilhado com seus amigos no serviço, a menos que eles também optem por compartilhar sua entrada com seus amigos no Facebook ou com seguidores do Twitter.
A localização do usuário nunca é compartilhada publicamente - é sempre apenas compartilhada com os seus amigos no Swarm, a menos que escolha especificamente compartilhar seu check-in no Facebook ou Twitter.

### Planos
O Swarm introduziu em 2014 um novo recurso chamado Planos que permite que os usuários enviem uma mensagem de grupo que é então visto por todos os seus amigos que estão nas proximidades. Sua finalidade era facilitar encontros em grupo. Em 2015 esse recurso foi removido por causa da relativamente baixa taxa de adoção.

### Adesivos
O Swarm adicionou um novo recurso não encontrado no Foursquare - adesivos que um usuário pode anexar a check-ins para expressar rapidamente como eles se sentem ou o que eles estão fazendo. Novas etiquetas podem ser desbloqueados à medida que o usuário faz check-in em diferentes tipos de local.

### Prefeitura 2.0
As prefeituras do Foursquare foram reinventadas no Swarm. Em vez de competir com todos no serviço para se tornar um "Prefeito" de um local, os usuários agora podem competir contra apenas seus amigos. Se um usuário e seus amigos fizerem check-in no mesmo local, a pessoa que esteve lá mais ultimamente recebe uma etiqueta de coroa. Prefeitura 2.0 significa que pode ter muitos prefeitos em lugares diferentes, um para cada círculo de amigos, em vez de apenas um único prefeito em cada lugar.

### Histórico de pesquisa
O Swarm permite que um usuário procure seus últimos check-ins a partir de sua página de perfil. Os usuários podem pesquisar por nome do local, cidade ou por tipo de lugar, e também pode procurar por pessoas que podem ter sido marcadas com eles no passado.

## Recepção
A CNET descreveu o aplicativo como uma "jogada ousada", e o elogiou pela remoção de algumas "confusões" do Foursquare e no foco nos usuários permitindo "rapidamente ver onde seus amigos estão e fazer planos". Desde o lançamento, o Swarm sofreu reações ruins de alguns usuários existentes do Foursquare, que se queixaram sobre sua falta de elementos de gamificação, e a necessidade de baixar dois aplicativos para o que costumava ser contido em um único aplicativo Foursquare.